# Henk Bijvanck
Hendrik Marie Jacobus (Henk) Bijvanck (Rendeng (Kota Kudus), Kudus, 6 november 1909 – Heemstede, 5 september 1969) was een Nederlands componist en pianist.
Hij werd geboren binnen het gezin van Gerardus Franciscus Hendrik Bijvanck en jonkvrouw Jeanne Louise Auguste Cornets de Groot. Broer Hans Bijvanck was violist, zus Carla Bijvanck kunstenares. Hij was getrouwd met de Weense Aloisia Mayerhofen en Gertrude Valerie Dumbök en woonde aan het eind van zijn leven aan de Breitnerweg te Heemstede. Hij werd begraven op de Algemene Begraafplaats Heemstede.
Hij kwam in 1912 naar Nederland. Hij bezocht een gymnasium in Den Haag en nam muzieklessen bij Carel Oberstadt. Hij studeerde vanaf 1929 in Wenen aan de Hochschule für Musik und darstellende Kunst Wien, alwaar hij studeerde bij Franz Schmidt (compositieleer), Hubert Kessler (compositieleer) en Frau. Prof Andrasszy (piano). In 1931 werd melding gemaakt van een componistenavond in Wenen met alleen zijn muziek. Uitvoerenden waren Christa Richter en Berta Kiurina (van de Weense Opera). Van 1932 tot 1939 werkte hij als componist in Wenen, maar keerde daarna terug naar Den Haag. In 1943 keerde hij terug naar Wenen om er te werken aan het instituut rondom de Wiener Sängerknaben en bij de Wiener Volksoper. Van 1945 was hij werkzaam bij het Amsterdams Muzieklyceum. Een enkele keer was hij werkzaam bij de radio.
Hij schreef een aantal werken, wisselend van modern naar romantiek:
- Bevrijdingssymfonie (op 13 september 1947 uitgevoerd door het Concertgebouworkest onder leiding van Hein Jordans; delen Rouw, Verzet, Geloof, Verlossingsbede, Strijd, Dood van de eenzame soldaat; het werk werd als bombastisch neergesabeld door de recensenten van het Algemeen Handelsblad (15 september 1937) en De Tijd (een dag later).
- Beelden uit Tirol (suite voor orkest)
- Requiem (voor koor solisten en orkest)
- Celloconcert
- strijkkwartet
- Sonate voor viool
- Fantasia voor cello en piano
- Preludes
- Vioolconcert
- Il Santo (mysteriespel)
- Josef und Seine Brüder (opera in vier bedrijven naar Joost van den Vondels Joseph in Dhotan en Thomas Manns Joseph und Seine Brüder; de componist werkte er vijftien jaar aan; het werd een aantal keer uitgezonden op de radio)
- Drei Harfenlieder von König David (op tekst van Joost van den Vondel)
- Symfonietta voor strijkorkest
- Lourdes-symfonie
- een aantal liederen op tekst van Christian Morgensten.
- Andante en Canzonetta voor harp in opdracht van Phia Berghout en door haar uitgevoerd in 1951
- De heilige van Padua, een spel in drie delen, uitgevoerd in Theater Carré in 1951
- Pianoconcert (1952); via de radio te beluisteren in een uitvoering van de componist, begeleid door het Omroeporkest onder leiding van Henk Spruit.
- Tien Japanse Impressies (liederen)

- Gemeinsame Normdatei: 1034401181
- International Standard Name Identifier: 0000 0003 9723 4753
- Library of Congress Control Number: no2002093253
- Nederlandse Thesaurus van Auteursnamen: 102996164
- Virtual International Authority File: 434025
- WorldCat: E39PBJy8wQ88qWcGpTrrCFvyh3